# Kravica (waterval)
De Kravica-waterval [ˈkravit͡sa], vaak ten onrechte Kravice genoemd, is een grote kalktuf aan de rivier de Trebižat in het karstlandschap van de regio Herzegovina in Bosnië en Herzegovina.
Hij bevindt zich 10 km ten zuiden van Ljubuški en 40 km ten zuiden van de stad Mostar. De hoogte van de waterval is ongeveer 25 meter en de straal van het meer aan de voet ervan is 120 meter. Kravica is een populaire zwem- en picknickplaats en wordt met name in de zomer vaak bezocht door toeristen uit Mostar, Međugorje en Dubrovnik.

## Galerij

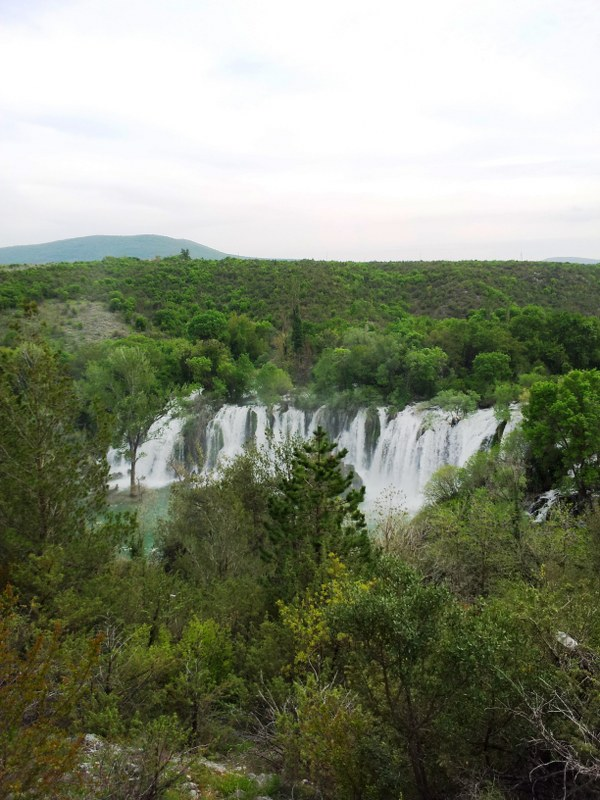
Kravica-waterval vanuit de verte
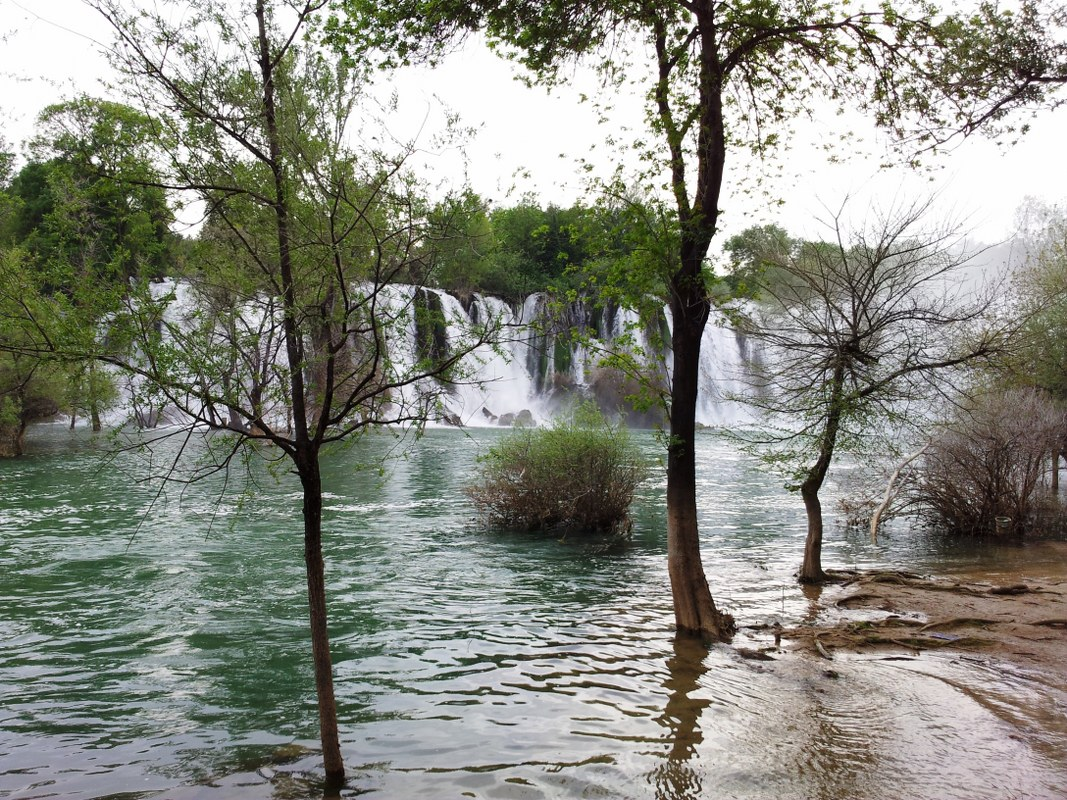
Kravica-waterval in Ljubuski
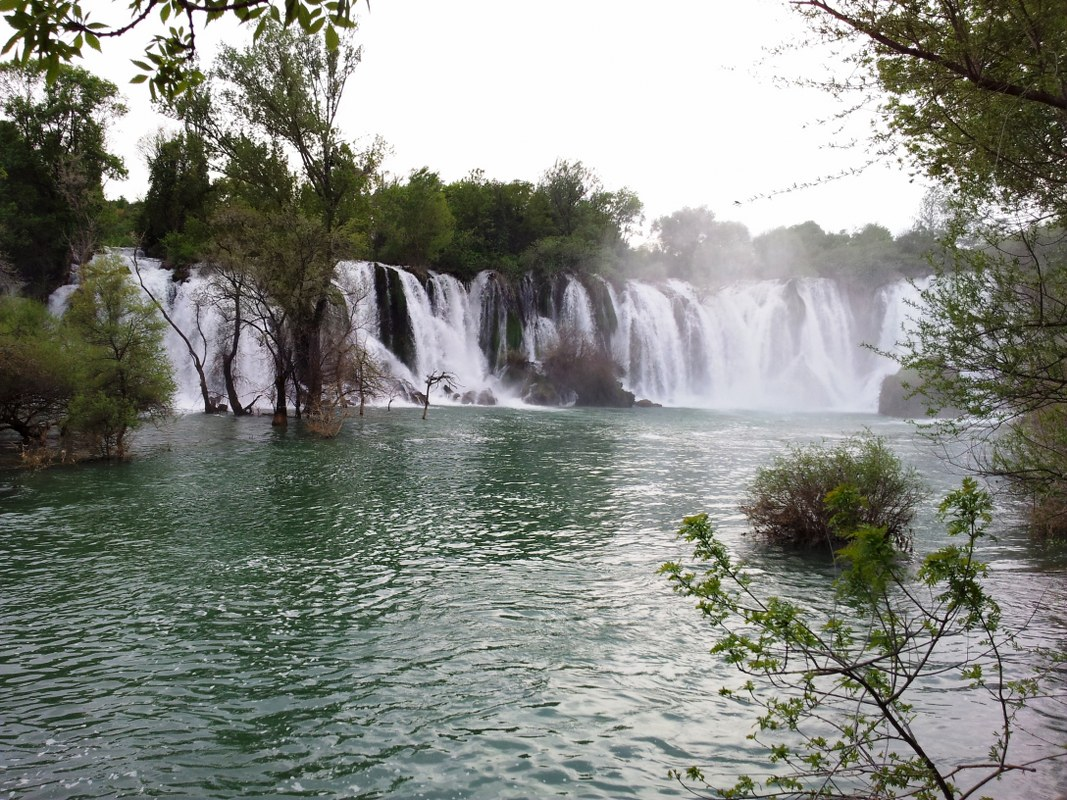
Kravica-waterval in Ljubuski
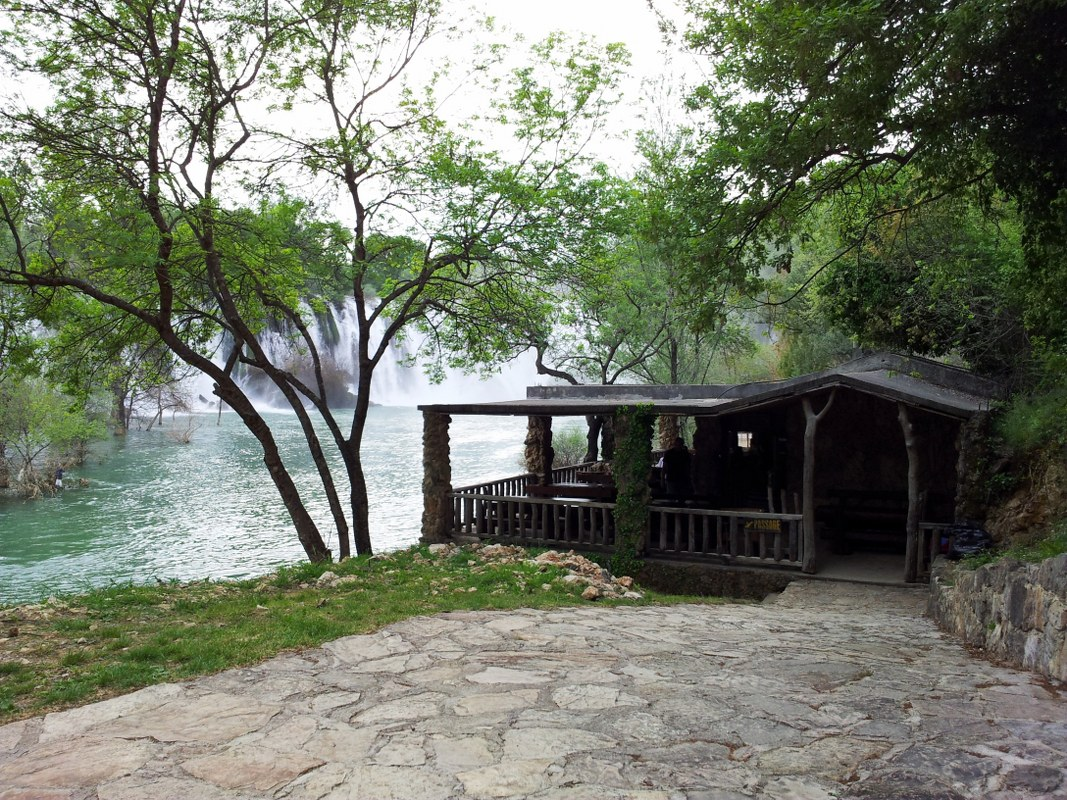
Kravica-waterval in Ljubuski samen met een nabijgelegen bar
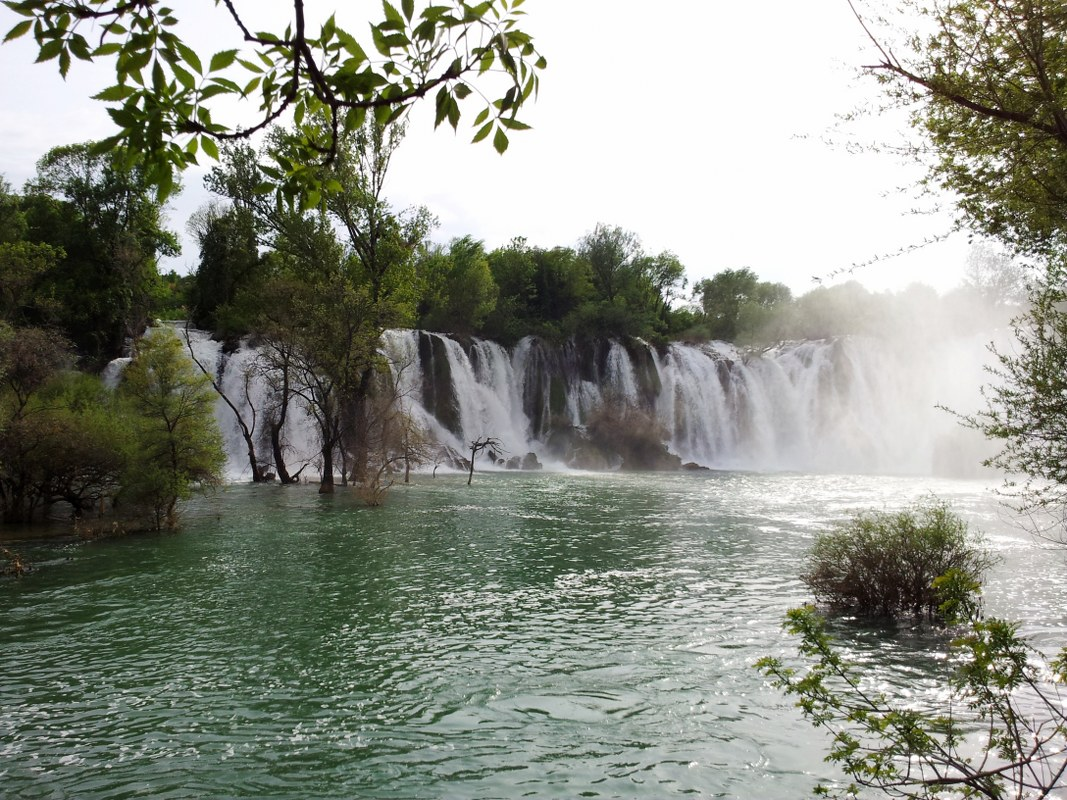
Kravica-waterval in Ljubuski
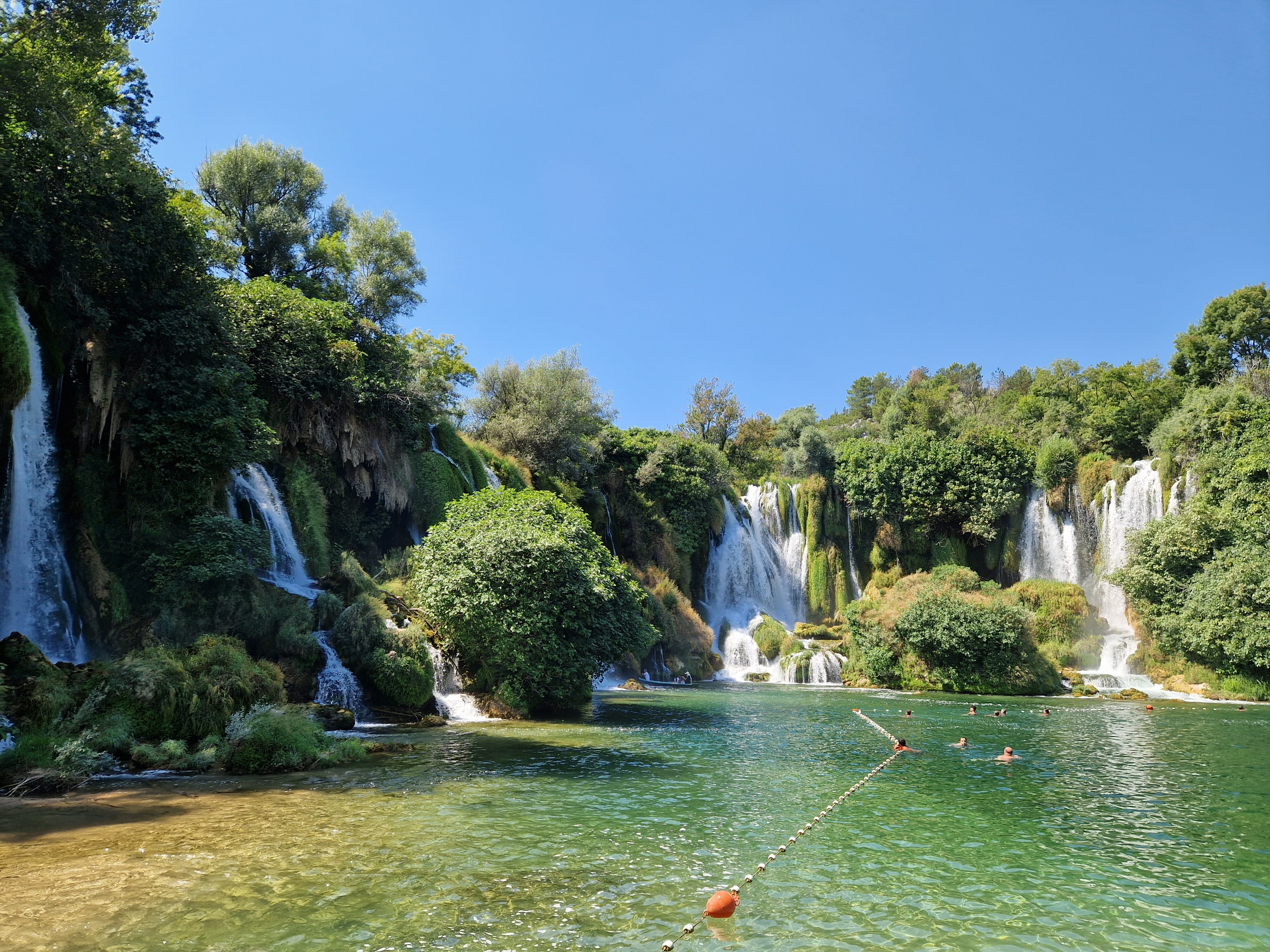
Kravica-waterval in 2023